# Gunner Wright
Gunner Wright (Chicago, 26 agosto 1973) è un attore statunitense, noto per il suo ruolo nel film Love e per aver interpretato Isaac Clarke nella serie di videogiochi Dead Space. Wright ha fatto corse motociclistiche fino all'età di 21 anni quando si trasferì nella California meridionale. Lì iniziò a lavorare nella serie della Fox Fastlane e subito iniziò una carriera d'attore. È apparso in J. Edgar.

## Carriera
Wright apparve in G.I. Joe - La nascita dei Cobra nel ruolo di un Agente del servizio segreto. Nel 2011 interpretò da protagonista il film Love di William Eubank dove interpretò l'astronauta americano Lee Miller che finisce disperso nella Stazione spaziale internazionale.
Wright ha anche interpretato Dead Space 2 e Dead Space 3 nel ruolo del protagonista Isaac Clarke, sviluppato dalla Visceral Games e distribuito dalla Electronic Arts. Wright partecipò al Comic-Con del 2010 per promuovere Dead Space 2 e incontrarsi con i fan del gioco.
Variety descrisse l'interpretazione di Wright in Love dicendo "Wright, portandosi il carico di un attore protagonista sulle sue spalle, è atletico, con la faccia del tipico ragazzo americano e un po' con vuoti di memoria, come gli astronauti di Kubrick - fino a quando qualche personalità senza restrizioni inizia a filtrare fuori". Ain't It Cool News descrisse così l'interpretazione di Wright del capitano Lee Miller:
Gunner Wright si porta un enorme carico come la primaria presenza sullo schermo, e fa un lavoro eccellente di mostrare la deteriorazione di un uomo logico. Molti film trasformano la perdita dei sensi di uno in una cosa frenetica, quasi comica - mentre qui, noi vediamo lui rimbalzare tra il baratro della follia e rientrare in sè - è auto-cosciente abbastanza alle volte per vedere dove le cose stanno andando. Sentite il senso che molti astronauti potrebbero maneggiare una situazione come questa in modo simile.
Nell'agosto 2021 Wright confermò che avrebbe ripreso il suo ruolo di Isaac Clarke nel remake di Dead Space.

## Filmografia

### Cinema
- La partita perfetta (The Perfect Game), regia di William Dear (2009)
- G.I. Joe - La nascita dei Cobra (G.I. Joe: The Rise of Cobra), regia di Stephen Sommers (2009)
- Bonita Beach Bob, regia di Brad Simonsen (2009)
- The Losers, regia di Sylvain White (2010)
- Love, regia di William Eubank (2011)
- J. Edgar, regia di Clint Eastwood (2011)
- Bro', regia di Nick Parada (2012)
- Highway to Dhampus, regia di Rick McFarland (2014)
- I Am Alone, regia di Robert A. Palmer (2015)
- The Pinch, regia di Ashley Scott Meyers (2018)
- Underwater, regia di William Eubank (2020)
- Una famiglia vincente - King Richard (King Richard), regia di Reinaldo Marcus Green (2021)
- Paranormal Activity - Parente prossimo (Paranormal Activity: Next of Kin), regia di William Eubank (2021)
- Land of Bad, regia di William Eubank (2024)

### Televisione
- Life on Top - serie TV, 5 episodi (2009)
- 90210 - serie TV, 1 episodio (2009)
- The Ropes - serie TV, 1 episodio (2012)
- Review - serie TV, 1 episodio (2015)
- House of Darkness, regia di Patrick DeLuca (2016) - film TV
- Blue Bloods - serie TV, 1 episodio (2019)
- Mixed-ish - serie TV, 1 episodio (2020)
- Capitano Fall - serie TV, 1 episodio (voce, 2023)

## Doppiatori italiani
- Andrea Lavagnino in Land of Bad